# Galeotto Malatesta de Sogliano
Galeotto Malatesta de Sogliano fou fill de Rambert III Novello Malatesta de Sogliano. Fou abat comendatari de Sant'Ambrogio di Ranchio, abat comendatari dels Sants Martino i Bartolomeo di Montetiffi, Protonotari apostòlic, cambrer del Cardenal Farnese (després Papa Pau III). A la mort del seu pare va robar la fortuna de la família i es va establir a Pondo d'on fou expulsat pel comissari apostòlic de Romanya que va restituir els béns al germà Carlo II Malatesta de Sogliano; Galeotto fou encarcerat a Roma el 1534, a la Torre Nuova, però Pau III el va alliberar; després fou empresonat a Florència el 1543 per intentar enverinar al cardenal Accolti i finalment fou traslladat a la presó de Volterra o va morir el 1562. Va deixar dues filles naturals.